# Власенко, Пётр Игнатьевич
Пётр Игнатьевич Власенко — советский хозяйственный, государственный и политический деятель, Герой Социалистического Труда.

## Биография
Родился в 1908 году в селе Макиевка. Член КПСС с 1942 года.
С 1926 года — на хозяйственной, общественной и политической работе. В 1926—1960 гг. — на советской и партийной работе в Смелянской районе Киевской области, участник Великой Отечественной войны, заместитель командира 2-го стрелкового батальона 207-го гвардейского стрелкового полка, заместитель командира полка по политчасти 203-го гвардейского стрелкового Львовского Краснознамённого полка 70-й гвардейской стрелковой Глуховской ордена Ленина дважды Краснознамённой ордена Богдана Хмельницкого дивизии, на партийной работе в Украинской ССР, первый секретарь Чистяковского горкома Компартии Украины.
Указом Президиума Верховного Совета СССР от 26 апреля 1957 года присвоено звание Героя Социалистического Труда с вручением ордена Ленина и золотой медали «Серп и Молот».
Умер до 1985 года.